# Décès en 1123
Décès
- 1119
- 1120
- 1121
- 1122
- 1123
- 1124
- 1125
- 1126
- 1127

Cette page dresse une liste de personnalités mortes au cours de l'année 1123 :
- 10 janvier : Robert Blouet, évêque anglo-normand de Lincoln et administrateur et chancelier des rois Guillaume le Roux et Henri Ier d'Angleterre.
- 29 janvier : Frédéric Ier de Brême, archevêque de Brême et de Hambourg.
- 9 février : Othon le Riche, duc de Saxe et comte de Ballenstedt.
- 4 mars : Pierre Pappacarbone, moine à l'abbaye de Cluny, évêque de Policastro et 3e abbé de l'abbaye de Cava de' Tirreni.
- 2 avril : Abbé Roger II, bénédictin normand, onzième abbé du Mont Saint-Michel.
- 3 mai : Félicie de Roucy, reine consort d'Aragon et de Navarre.
- 18 juillet : Bruno de Segni, théologien, abbé du Mont-Cassin et évêque de Segni.
- 29 août : Eystein Ier de Norvège.
- 11 septembre : Marbode, écrivain breton, évêque de Rennes[1].
- 19 septembre : Jin Taizu, empereur de la dynastie Jin.
- 27 septembre : Fujiwara no Akisue, noble et poète japonais.
- 27 octobre : Serlon d'Orgères, abbé de Saint-Évroult puis évêque de Sées.
- 14 décembre : Henri IV de Carinthie, duc de Carinthie et  margrave de Vérone.

- Aldebert II de Peyre, évêque de Mende en Gévaudan.
- Aldo da Ferentino, cardinal italien.
- Bertrand de Comminges, évêque et patron de Comminges.
- Brunon de Sarrebruck, évêque de Spire.
- Eustache Granier, seigneur de Césarée et de Sidon, chevalier croisé qui prend part à la Première croisade, connétable et vice roi de Jérusalem.
- Eystein Ier de Norvège, co-roi de Norvège.
- Henri II de Misnie, second margrave de la maison de Wettin,  margrave de Misnie et de Lusace.
- Dedo de Laurenbourg, noble allemand.
- Jetsün Milarépa, magicien, yogi et poète tibétain, devenu un maître de renom du bouddhisme tibétain. C'est, avec Padmasambhava, un des deux grands saints typiques du Tibet.
- Roger, évêque de Coutances

## Crédit d'auteurs
- Cet article est partiellement ou en totalité issu de l'article intitulé « 1123 » (voir la liste des auteurs).